# هاري هاربر
هاري هاربر (بالإنجليزية: Harry Harper) هو لاعب كرة قاعدة أمريكي، ولد في 24 أبريل 1895 في هاكينساك في الولايات المتحدة، وتوفي في 23 أبريل 1963 في نيويورك في الولايات المتحدة.

## وصلات خارجية
- هاري هاربر على موقعبيزبول رفرنس.كوم (الدوري الرئيسي) (الإنجليزية)
- هاري هاربر على موقعبيزبول رفرنس.كوم (الدوري الثانوي) (الإنجليزية)
- هاري هاربر على موقع جمعية أبحاث البيسبول الأمريكية (الإنجليزية)